# Luca Perri
Luca Perri (San Giovanni Bianco, 4 luglio 1986) è un astrofisico e divulgatore scientifico italiano, in servizio presso l'Osservatorio di Merate e il Planetario di Milano.

## Biografia
Dopo la laurea magistrale in Astrofisica e Fisica dello Spazio, ottenuta presso l'Università degli Studi di Milano-Bicocca, ha conseguito un dottorato in Fisica e Astrofisica presso l'Università degli Studi dell'Insubria e l'Osservatorio astronomico di Brera. È stato membro dell’Istituto nazionale di fisica nucleare (INFN) e della Società Italiana di Fisica (SIF) ed è membro dell’Istituto nazionale di astrofisica (INAF).

### Attività di ricerca
Perri si è occupato dello sviluppo tecnologico di telescopi Cherenkov e della tomografia a muoni dell’Etna per conto dell’Osservatorio astronomico di Brera. Ha anche lavorato ai telescopi MAGIC dell’osservatorio di La Palma alle Isole Canarie. Si è inoltre dedicato allo studio dei nuclei galattici attivi (Università dell’Insubria).

### Attività di divulgazione
Perri tiene regolarmente conferenze presso i planetari di Milano e Lecco, nonché in occasione di vari festival scientifici, tra i quali il CICAP Fest, il Festival della scienza di Genova, BergamoScienza, Festival delle Scienze Roma, Focus Live, Notte europea dei ricercatori, Wired Next Fest, Campus Party, Mantova Food and Science Festival, GiovedìScienza, FrascatiScienza, Play Festival del Gioco di Modena e Lucca Comics & Games.
Ha fatto parte del comitato scientifico del CICAP Fest ed è Coordinatore scientifico di BergamoScienza, e ha partecipato all’organizzazione di eventi scientifici come Pint of Science Italy e Darwin Day 2009. Nel 2015 è stato poi vincitore italiano e finalista mondiale di FameLab, competizione internazionale di comunicazione scientifica. Nel 2017 è stato speaker di TEDx Varese.
La sua attività di divulgazione si svolge anche in televisione, dove ha partecipato a scrittura e conduzione di alcuni programmi Rai (Superquark+ con Piero Angela, Noos con Alberto Angela, Nautilus, Galileo, Newton, Memex), oltre ad essere intervenuto su varie emittenti (Rai 2, Rai 3, TV2000, Forbes TV). Analogamente, ha partecipato a varie trasmissioni radiofoniche di importanti emittenti italiane, tra cui Radio Deejay, Radio 2, Radio 3, Radio 24, Radio Capital, Radio 101 e Radio Popolare.
Perri fa divulgazione anche sulla carta stampata, avendo collaborato con giornali e riviste come La Repubblica, Corriere della Sera, Il Sole 24 Ore, Le Scienze, Focus, Focus Jr e Pikaia, oltre ad aver pubblicato sette libri: La pazza scienza (edito da Sironi), Errori Galattici (DeAgostini), "Partenze a Razzo" (DeAgostini, finalista per la categoria ragazzi al Premio Nazionale di Divulgazione Scientifica Giancarlo Dosi nel 2020), Pinguini all'equatore (scritto con la meteorologa e climatologa Serena Giacomin e edito da De Agostini), La scienza di Guerre Stellari (Rizzoli), e Astrobufale (Rizzoli). Per quest’ultimo libro, in particolare, ha vinto il Premio Cosmos degli Studenti nel 2019.
Ha pubblicato, insieme al divulgatore e youtuber Adrian Fartade, il librogame Apollo credici. Un game book spaziale, illustrato dal fumettista Leo Ortolani e edito da De Agostini. Il 15 dicembre 2022 il libro vince il Premio Nazionale di Divulgazione Scientifica Giancarlo Dosi nella sezione speciale “Libri di divulgazione per ragazzi”.
Ha inoltre partecipato alla redazione di tre libri di testo per la scuola media, “Experience”, “Scienze Live” e "Meet Science" (degli ultimi due è autore), tutti editi da DeAgostini, casa editrice per la quale si è anche occupato di formazione rivolta a insegnanti di scienze. Ha realizzato, insieme a Adrian Fartade, quattro podcast per Audible: VS - Verso lo Spazio, IgNobel - L'utilità dell'inutilità scientifica, Astrobio - I grandi personaggi dell'astronomia (finalista nella categoria Talk al premio IlPod per i migliori podcast italiani 2022) e Cineastri. Per Chora Media ha scritto e condotto il podcast Red Bull Esperimento 36, con la partecipazione di atlete ed atleti di caratura internazionale.
Nel marzo 2020, durante il lockdown, insieme al fisico Alessandro Farini e al matematico Luca Balletti del CNR, Perri ha avviato il progetto di citizen science Scienza sul Balcone, che ha visto la partecipazione di migliaia di famiglie italiane ed è stato ripreso in diversi Paesi, finendo anche sul sito di Nature. Nel dicembre 2021, con Barbascura X scrive ed è co-conduttore di Infodemic: il virus siamo noi, docu-cast uscito su Prime Video e su YouTube. Un anno dopo i due scienziati hanno pubblicato assieme il libro La tempesta imperfetta, illustrato dal fumettista Sio.
Nel 2023 appare in Materia viva, docufilm prodotto da Libero Produzioni in collaborazione con Erion WEEE, il consorzio specializzato nella gestione dei Rifiuti di Apparecchiature Elettriche ed Elettroniche (RAEE) domestiche.

## Podcast
- Con Adrian Fartade, VS - Verso lo Spazio, 16 episodi (Audible, ottobre 2019)
- Con Adrian Fartade, IgNobel - L'utilità dell'inutilità scientifica, 16 episodi (Audible, ottobre 2020)
- Con Adrian Fartade, Astrobio - I grandi personaggi dell'astronomia, 28 episodi (Audible, maggio 2021)
- Con Adrian Fartade, Cineastri, 12 episodi (Audible, settembre 2022)
- Esperimento 36 (Chora Media, marzo 2022)
- Con Adrian Fartade, Cineastri - il ritorno, 10 episodi (Audible, dicembre 2023)

## Opere
- La pazza scienza. Risultati serissimi di ricerche stravaganti, Sironi, 2 novembre 2017, ISBN 8851802815.
- Errori galattici: Errare è umano, perseverare è scientifico, illustrazioni di Tuono Pettinato, De Agostini, 11 settembre 2018, ISBN 8851165769.
- Astrobufale. Tutto ciò che sappiamo (ma non dovremmo sapere) sullo spazio, Rizzoli, 18 settembre 2018, ISBN 9788817103961.
- Partenze a razzo. Tutto ciò che c'è da sapere prima di diventare un astronauta, De Agostini, 30 ottobre 2019, ISBN 8851175624.
- Luca Perri e Serena Giacomin, Pinguini all'equatore. Perché non tutto ciò che senti sul clima è vero, De Agostini, 20 ottobre 2020, ISBN 9788851180799.
- La scienza di Guerre Stellari. Dal Millennium Falcon alla spada laser. Cosa è «fanta» e cosa è «scienza», Rizzoli, 27 aprile 2021, ISBN 8817145963.
- Luca Perri e Adrian Fartade, Apollo Credici. Un game book spaziale, illustrazioni di Leo Ortolani, De Agostini, 19 ottobre 2021, ISBN 9788851196479.
- Luca Perri e Barbascura X, La tempesta imperfetta. Viaggio nella mente di chi crede alle fake news: NOI, illustrazioni di Sio, De Agostini, 25 ottobre 2022, ISBN 979-12-2120-264-9.
- A.A.V.V., Il satiro scientifico. Storie di merda, Mondadori, 14 novembre 2023, ISBN 9788804784098.